# .303 Savage
.303 Savage — американский патрон центрального воспламенения, разработанный компанией Savage Arms в 1894 году для популярной винтовки рычажного действия Savage Model 99. Несмотря на то, что в момент создания чёрный порох был все ещё очень популярен, .303 Savage изначально проектировался под использование бездымного. Баллистика немногим лучше, чем .30-30 Winchester. Оставался популярным до 30-х годов XX века.

## История
Патрон создавался для военных нужд, хотя так и не получил признания американских военных. Тем не менее, ему удалось завоевать определённую популярность среди гражданских стрелков и охотников. Благодаря своей заострённой пуле имел некоторое преимущество перед традиционными пулями .30-го калибра для других винтовок рычажного действия.